# Hans-Jürgen Papier

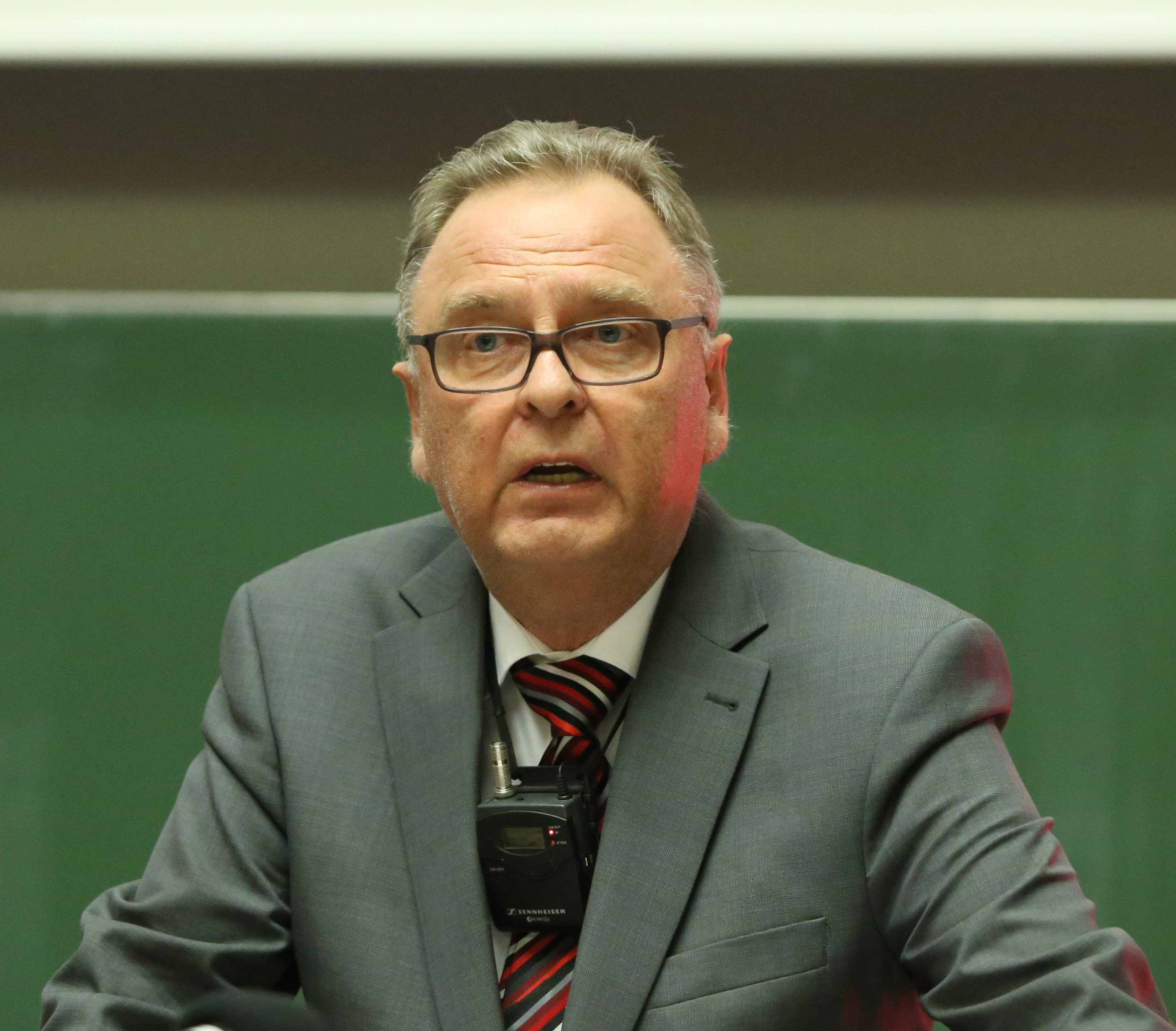
Hans-Jürgen Papier (2014)

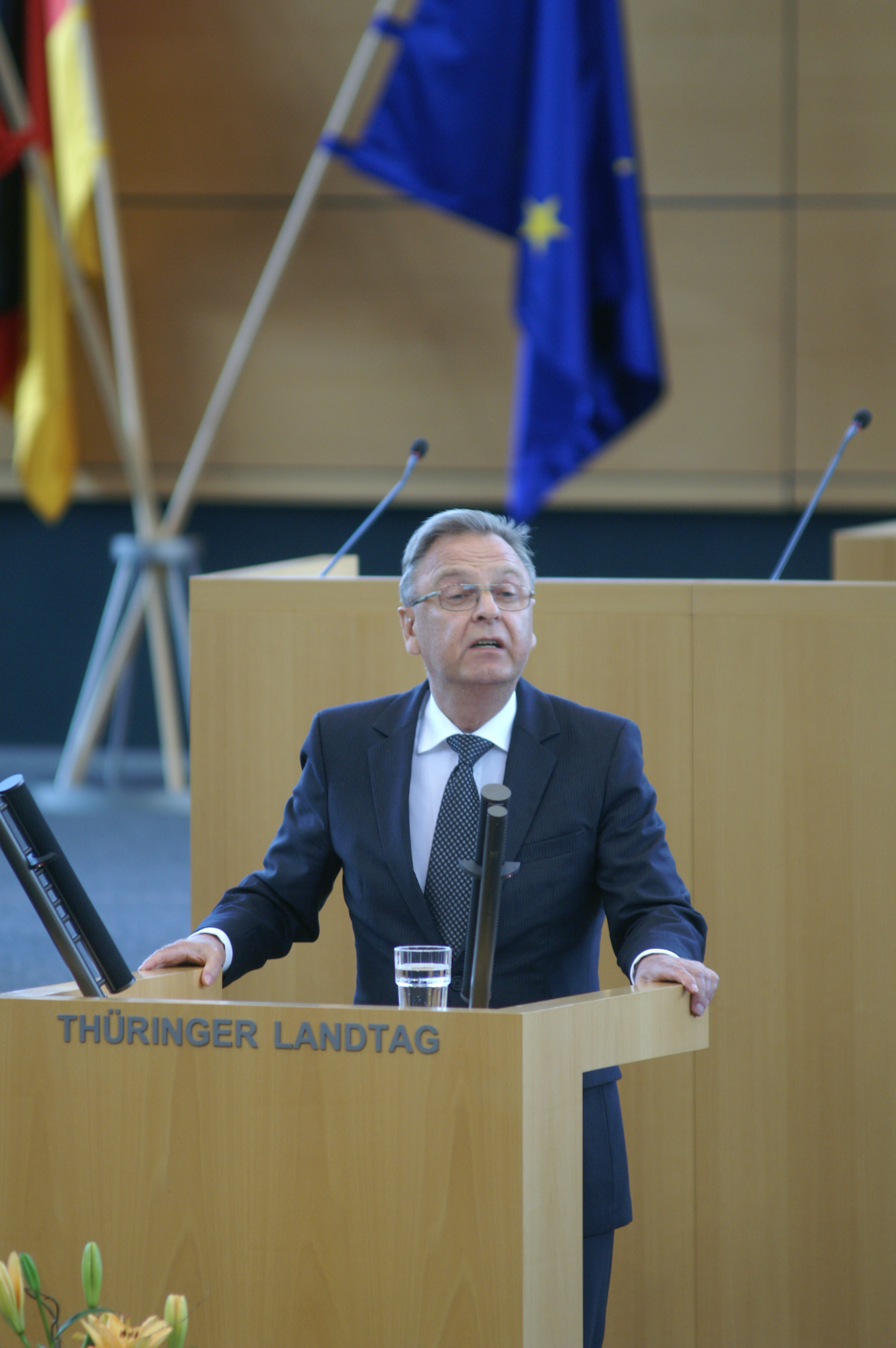
Hans-Jürgen Papier auf dem 13. Kongress der Stasibeauftragten im Thüringer Landtag am 24. April 2009

Hans-Jürgen Papier [ˈpaːpiɐ] (* 6. Juli 1943 in Berlin) ist ein deutscher Staatsrechtswissenschaftler. Von April 2002 bis zu seinem Ausscheiden am 16. März 2010 war er Präsident des Bundesverfassungsgerichts.

## Leben
Hans-Jürgen Papier wurde als drittes Kind des Bäckermeisters Wilhelm Papier und dessen Frau Erna, geb. Wurzbacher, in Berlin-Mariendorf geboren. Seine Familie väterlicherseits ist hugenottischer Herkunft. Nach dem Abitur am Eckener-Gymnasium in Berlin-Mariendorf im März 1962 studierte Papier Rechtswissenschaft an der Freien Universität Berlin und bestand im Februar 1967 die erste juristische Staatsprüfung. Anschließend war Papier Wissenschaftlicher Assistent an der Juristischen Fakultät der FU Berlin, wo er im Mai 1970 mit einer von Karl August Bettermann betreuten Dissertation über Die Forderungsverletzung im öffentlichen Recht zum Doktor der Rechte promoviert wurde. 1971 erfolgte das zweite Staatsexamen. Zwei Jahre später habilitierte er sich bei Bettermann mit einer Arbeit über Die finanzrechtlichen Gesetzesvorbehalte und das grundgesetzliche Demokratieprinzip: zugleich ein Beitrag zur Lehre von den Rechtsformen der Grundrechtseingriffe. 1974 nahm Papier einen Ruf der Universität Bielefeld auf eine staatsrechtliche Professur an. In Bielefeld war er Mitbegründer und Erster Leiter des Instituts für Umweltrecht. Hier lehrte Papier bis 1992, als er einen Ruf auf eine Professur für Deutsches und Bayerisches Staats- und Verwaltungsrecht sowie öffentliches Sozialrecht an der Ludwig-Maximilians-Universität in München annahm. Von 1977 bis 1987 war er nebenamtlich auch Richter am Oberverwaltungsgericht für das Land Nordrhein-Westfalen.
Neben seiner akademischen Tätigkeit war Papier 1991 bis 1998 der Vorsitzende der Unabhängigen Kommission zur Überprüfung des Vermögens der Parteien und Massenorganisationen der DDR (siehe auch: Vermögen von Parteien und Verbänden der DDR), Mitglied der Kommission der Bundesrepublik Deutschland zum Versorgungsruhens- und Entschädigungsrentengesetz (1994–1998) und von 1996 bis 1998 stellvertretender Vorsitzender der Ethikkommission der Bayerischen Landesärztekammer.
Am 4. Februar 1998 wurde Papier, der Mitglied der CSU ist, vom Bundestag als Richter und vom Bundesrat als Vizepräsident und Vorsitzender des 1. Senats an das Bundesverfassungsgericht berufen. Seine Amtszeit begann am 27. Februar 1998. Nach dem Ausscheiden von Jutta Limbach als Präsidentin übernahm Papier im Jahr 2002 die Präsidentschaft des Gerichts.
2003 wurde er Kommandeur des Ordens für Verdienste um Litauen. Am 18. Februar 2003 wurde ihm von der Aristoteles-Universität Thessaloniki die Würde des Ehrendoktors der Rechtswissenschaften verliehen, am 11. Juli 2006 von der Verwaltungshochschule Speyer. 2006 erhielt er das Große Goldene Ehrenzeichen am Bande für Verdienste um die Republik Österreich.
Am 16. März 2010 trat er in den Ruhestand. Sein Nachfolger als Präsident des Gerichtes wurde Andreas Voßkuhle, als Vorsitzender des 1. Senates folgte ihm Ferdinand Kirchhof nach. Auf die durch den Ruhestand freiwerdende Richterstelle folgte Andreas Paulus. Anlässlich seines Ausscheidens aus dem Amt kurz nach seinem wegweisenden Urteil zur Vorratsdatenspeicherung zeichnete ihn der damalige Bundespräsident Horst Köhler am 16. März 2010 mit dem Großkreuz des Verdienstordens der Bundesrepublik Deutschland aus. Den Bayerischen Verdienstorden erhielt er am 20. Juli 2011.
Nach Ablauf seiner Amtszeit nahm er seine Tätigkeit als Hochschullehrer für Öffentliches Recht an der Ludwig-Maximilians-Universität München (LMU) bis zum 30. September 2011 wahr. Er hält auch nach seiner Emeritierung noch Vorlesungen für den Grundkurs Öffentliches Recht an der LMU.
Im Jahre 2013 hat er den Namensvorsitz des dritten deutschen Inns (Gruppe) der internationalen juristischen Honor Society Phi Delta Phi an der Ludwig-Maximilians-Universität in München übernommen.
Im Februar 2014 wurde Papier zum Mitglied des Beirates des ADAC berufen. Seit dem 1. September 2014 ist er Ombudsmann der Schufa. Anfang 2016 wurde Papier als Nachfolger von Richard von Weizsäcker in die Beratende Kommission im Zusammenhang mit der Rückgabe NS-verfolgungsbedingt entzogenen Kulturguts, insbesondere aus jüdischem Besitz berufen. Am 9. November 2017 wurde er zum Vorsitzenden der Kommission gewählt.

## Wissenschaftliche Schwerpunkte
Papier arbeitet an dem Grundgesetzkommentar Dürig/Herzog/Scholz mit, zunächst begründet durch Theodor Maunz und Günter Dürig, und bearbeitet darüber hinaus den Bereich der Amtshaftungsansprüche im Münchener Kommentar zum BGB. Er gab ferner gemeinsam mit Dieter Grimm eine Aufsatzsammlung zum nordrhein-westfälischen Staats- und Verwaltungsrecht heraus und war Mitautor des  Staats- und Verwaltungsrechts in Bayern im Richard Boorberg Verlag. Schwerpunkte seiner wissenschaftlichen Tätigkeit sind außerdem die Grundrechtsdogmatik, Öffentliches Recht, öffentliches Finanzrecht, verfassungsrechtliche Grundlagen des Sozial-, Verwaltungs-, Wirtschaftsverwaltungs-, Umwelt- und Staatshaftungsrechts.
Papier bezieht in der Öffentlichkeit Stellung zu politischen Fragen. So hat er die Politiker nach der Bundestagswahl 2005 aufgefordert, das Vertrauen der Bürger nicht weiter aufs Spiel zu setzen. Die Menschen erwarteten „eine verantwortliche politische Führung des Landes“ und „keine Vorführung taktischer Scharmützel“ oder „smarte Sprüche aus der Werbeabteilung der Politikberatung“. An anderer Stelle kritisierte er Anfang 2016 die Bundesregierung scharf für ihr Vorgehen im Zuge der Asylkrise. Für unzureichend hielt er unter anderem den Schutz der EU-Außengrenzen.
Zur Notwendigkeit einer Neugliederung des Bundesgebietes sagte er im Interview mit der Thüringer Allgemeinen, veröffentlicht am 18. Juni 2015: “Der Finanzausgleich ist keine Dauerlösung, um die großen Unterschiede in der Leistungskraft der Länder auszugleichen… Die Politik müsse sich endlich durchringen, sich des Themas Neugliederung anzunehmen… Die Situation ist nach der Einigung Deutschlands kritischer geworden - und sie wird mit der Schuldenbremse für einige Länder dramatisch werden… Eine Neugliederung der Bundesländer ist unausweichlich, der Finanzausgleich ist nicht die Lösung”.

## Haltung zu den Maßnahmen im Rahmen der Corona-Krise
Papier äußerte sich dazu, wie die Maßnahmen zur Eindämmung der COVID-19-Pandemie umgesetzt wurden. Der Shutdown sei zu Anfang erforderlich und angemessen gewesen, um das Gesundheitssystem vor dem Zusammenbruch zu bewahren. Die Entwicklung sei jedoch dynamisch. Nicht die Lockerungen seien angesichts der Grundrechte rechtfertigungsbedürftig, sondern die Aufrechterhaltung der Maßnahmen. Grundrechte seien im Interesse der Allgemeinheit einschränkbar, dies müsse aber stets verhältnismäßig sein. Papier äußerte Verständnis für Demonstranten, „die sich fragen, ob die Freiheitsrechte unserer Verfassung noch hinreichend gewahrt sind.“ Er distanzierte sich jedoch von Kritikern, die glauben, dass die Wirkung von COVID-19 bewusst vom Staat übertrieben werde.
Er kritisierte, dass die Einschränkungen vor allem auf Rechtsverordnungen der Landesregierungen beruht hätten. Alle wesentlichen Entscheidungen müssten jedoch von den demokratisch gewählten Parlamenten getroffen werden. Im Infektionsschutzgesetz sei ein Shutdown nicht ausdrücklich vorgesehen gewesen, eine so massive Einschränkung des öffentlichen Lebens solle nicht auf eine Generalklausel gestützt werden. Es brauche klare und eindeutige Rechtsgrundlagen. Des Weiteren bemängelte Papier die Kompetenzverteilung zwischen Bund und Ländern und forderte bei einer Epidemie von nationaler Tragweite grundlegende Weichenstellungen vom Bundestag treffen zu lassen.
Zu einer allgemeinen Impfpflicht äußerte sich Papier skeptisch.

## Veröffentlichungen (Auswahl)
- Die Forderungsverletzung im öffentlichen Recht. Duncker & Humblot, Berlin 1970 (Zugl.: Berlin, Freie Univ., Diss., 1970).
- Die finanzrechtlichen Gesetzesvorbehalte und das grundgesetzliche Demokratieprinzip. Duncker & Humblot, Berlin 1973 (Zugl.: Berlin, Freie Univ., Habil.-Schr., 1973).
- Ein umfangreiches Publikationsverzeichnis findet sich als Anhang 1 in: Wolfgang Durner, Franz-Joseph Peine, Foroud Shirvani (Hrsg.): Freiheit und Sicherheit in Deutschland und Europa. Festschrift für Hans-Jürgen Papier zum 70. Geburtstag. Schriften zum Öffentlichen Recht, Band 1238. Duncker & Humblot, Berlin 2013, ISBN 978-3-428-13840-1.
- Verfassung und Verfassungswandel. In: Caroline Y. Robertson-von Trotha (Hrsg.): 60 Jahre Grundgesetz. Interdisziplinäre Perspektiven (= Kulturwissenschaft interdisziplinär/Interdisciplinary Studies on Culture and Society, Bd. 4). Nomos, Baden-Baden 2009, ISBN 978-3-8329-4865-8.
- Die Warnung. Wie der Rechtsstaat ausgehöhlt wird. Deutschlands höchster Richter a.D. klagt an. Heyne, München 2019, ISBN 978-3-453-20725-7.[18]
- Freiheit in Gefahr: Warum unsere Freiheitsrechte bedroht sind und wie wir sie schützen können. Ein Plädoyer von Deutschlands höchstem Richter a.D. Heyne, München 2021, ISBN 978-3-453-21816-1.